# River Football Club
River Futebol Clube é uma agremiação esportiva da cidade do Rio de Janeiro, fundada a 23 de junho de 1914.

## História
Foi criado por um grupo de ex-alunos do Colégio Salesiano de Niterói. No período de 10 de maio de 1917 a 23 de janeiro de 1919 chamava-se Associação Athletica River São Bento, depois voltou ao nome antigo, River Football Club.
Sua sede está localizada no bairro da Piedade, na Zona Norte da cidade. Suas cores são o vermelho, azul e branco.
Se o futebol era o objetivo dos fundadores, o clube necessitava de um campo. Alugaram, portanto, um terreno na Rua Dona Maria, a atual João Pinheiro, onde se situa a sede atual, graças aos esforços de Paulo de Frontim. Imediatamente se iniciaram as obras de terraplanagem, pois o terreno do meio para o fim era bastante pantanoso.
O crescimento do River foi vertiginoso e o futebol era a mola propulsora, embora progredisse bastante a parte social. Em 1920 na Liga Metropolitana de Desportos Terrestres (LMDT), o River iniciou sua jornada de disputas oficiais de campeonatos de futebol. 
Em 1937, se sagrou vice-campeão carioca da Federação Atlética Suburbana ao perder a decisão para o Engenho de Dentro.
Em 1938, sagra-se campeão carioca da Federação Atlética Suburbana, deixando o SC Rodrigues na segunda colocação.
Em 27 de junho de 1939, notícias davam conta da sua situação difícil, o que motivou a demissão do seu presidente, João Machado. O futebol começava a sair dos planos do River.
Depois de um período obscuro, onde esteve em jogo à sobrevivência do clube, assumiu sua presidência Luiz Gama Filho, criador da Universidade Gama Filho, apontado como tábua de salvação.
Quando o River comemorou 30 anos de fundação, Gama Filho declarava que iria dançar a valsa, na sua nova sede e que o time iria disputar o campeonato da divisão principal do futebol carioca. Nessa época, Luiz Gama Filho já era vereador do Rio de Janeiro.
Em 1957, a imprensa noticiava o grande momento do River. O clube era presidido por Jeovah Dias Oliveira em substituição ao ministro Gama Filho, que se licenciara para atender a múltiplos afazeres de sua vida pública, quando foi anunciada a conquista definitiva do terreno, para construção da sede e da praça de esportes.
O River iniciou sua trajetória no futebol suburbano com uma vitória por 12 a 1 sobre o Sport Club. A sua despedida das disputas se deu com uma derrota para o Vasco da Gama por 4 a 1.
Novo destino aguardava a agremiação da Rua João Pinheiro, atualmente mais voltada para outros esportes e programação social. Com o fim do Departamento de Esporte, o clube resolveu investir na área social, alugando suas dependências para shows. Como o número de sócios diminuiu nos últimos anos, o clube foi obrigado a buscar novas fontes de receita. Há cerca de cinco anos, começou a alugar espaços em suas dependências para o comércio. A iniciativa acabou dando certo, atraindo os moradores da área.
O jogador Zico quando criança jogava futsal aos domingos no clube quando foi descoberto pelo radialista Celso Garcia. Seu atual presidente é o Sr. Jorge Luiz Alves da Silva (2012/2015).
O clube disputou a Primeira Divisão do Campeonato Carioca em 1923, 1924, 1933 e 1934.

## Títulos

### Estaduais
- Campeonato Carioca da Segunda Divisão: 1922;
- Campeão Carioca de 2°s quadros da Segunda Divisão: 1932;
- Campeão Carioca da Federação Atlética Suburbana (primeiros quadros): 1937 (título dividido com o Engenho de Dentro AC) e 1938;
- Campeão do Torneio Início da Federação Atlética Suburbana: 1939;
- Campeão da categoria juvenil da segunda categoria (quinta divisão) da Federação Metropolitana de Futebol: 1943;